# Kościół św. Mikołaja w Lubli
Kościół św. Mikołaja w Lubli – późnogotycki, drewniany kościół parafialny pw. św. Mikołaja w Lubli, wybudowany w XV wieku, przebudowany najprawdopodobniej ok. 1611, jeden z najcenniejszych zabytków drewnianych Pogórza Strzyżowskiego.
Zastosowany w budowli system konstrukcyjny więźbowo-zaskrzynieniowo-zaczepowy jest charakterystyczny dla najstarszych kościołów drewnianych Małopolski południowo-wschodniej, zachowała się pierwotna konstrukcja więźby dachowej – storczykowej. Obiekt znajduje się na szlaku architektury drewnianej województwa podkarpackiego (trasa VIII – jasielsko-dębicko-ropczycka).
Zabytek grupy I zbudowany, z racji założenia parafii, przez opata cystersów Mikołaja Grota (?) około połowy XV wieku, orientowany, konstrukcji zrębowej, na kamiennym podmurowaniu, z wieżą konstrukcji słupowo-ramowej. Ściany oszalowane z zewnątrz wzmocnione są lisicami. Poprzednio istniała prawdopodobnie kaplica dojazdowa na pagórku zwanym Świętą Trójcą (od strony wschodniej obecnego kościoła).
Świątynia była wiele razy remontowana, szczególnie w latach: 1838, 1862, 1928, 1945–1946.
Wieżę zbudowano w 1793 jednak w sierpniu 1944 została zniszczona.
Zrekonstruowano ją w 1995. Ołtarze w stylu barokowym pochodzą z lat 1709, 1769.
Polichromię odnawiano w 1880, 1929, 1968 i złocenie w 1970 r. Stare organy pochodziły z XVII wieku, obecne 11-głosowe z 1962.

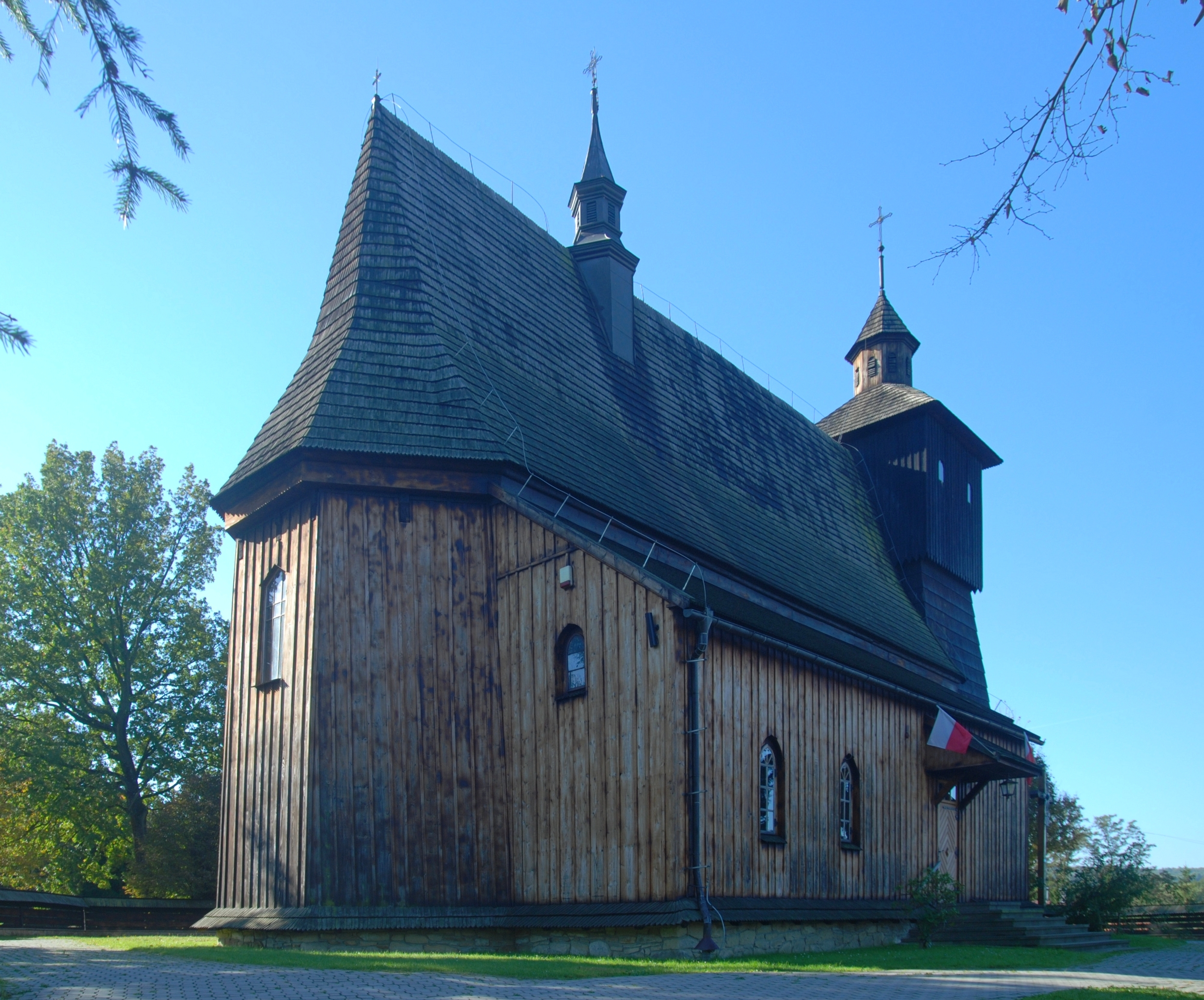
Widok od prezbiterium
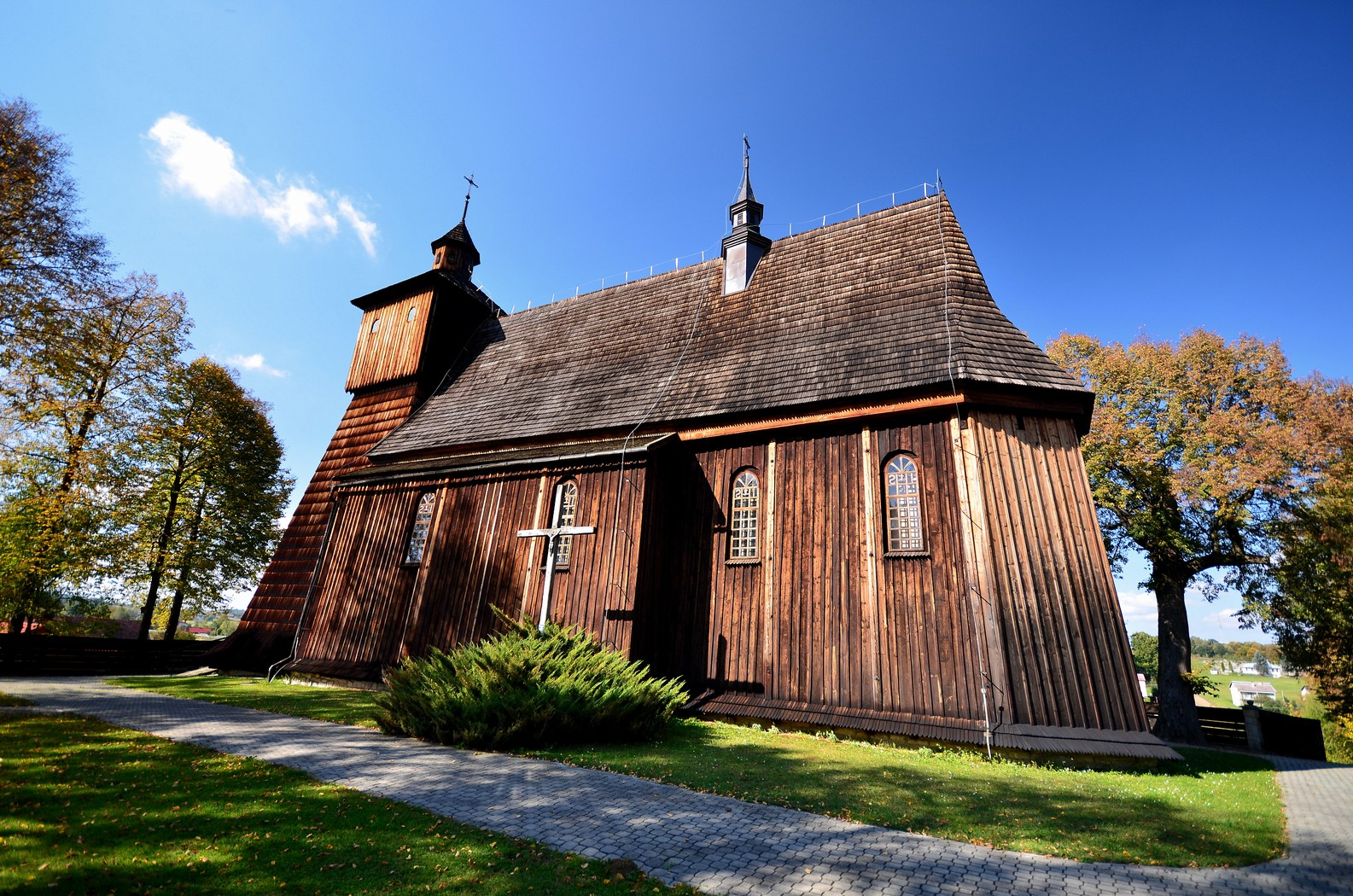
Elewacja boczna

Na szczególną uwagę wewnątrz świątyni zasługują:
- barokowy krucyfiks na belce tęczowej z XVII wieku,
- rokokowe aniołki (sześć) z XVIII wieku,
- dwa portale zakończone oślim grzbietem z przełomu XV/XVI wieku,
- rokokowa ambona z 1778,
- późnogotyckie obrazy malowane na desce (przemalowane na początku XX wieku),
- gotycki obraz Misericordia Domini zapewne z XV wieku,
- późnobarokowy konfesjonał z końca XVII wieku,
- rzeźby i obrazy wykonywane od XVII do XIX wieku.